# 薩瓦納德托雷斯
薩瓦納德托雷斯是哥倫比亞的城鎮，位於該國東北部，由桑坦德省負責管轄，距離首府布卡拉曼加110公里，面積1,456平方公里，海拔高度126米，2005年人口19,448。
7°24′N 73°30′W / 7.400°N 73.500°W